# Charles Brandt
Charles Brandt, född 13 mars 1942 i Brooklyn i New York, död 22 oktober 2024 i Wilmington, Delaware, var en amerikansk jurist, utredare och författare. Han är mest känd för att ha skrivit memoarerna I Heard You Paint Houses som är grunden för filmen The Irishman från 2019, regisserad av Martin Scorsese och med Robert De Niro, Al Pacino och Joe Pesci i huvudrollerna.

## Böcker
- Brandt, Charles (1988). The Right to Remain Silent. ISBN 978-0370312132
- Brandt, Charles (2004). I Heard You Paint Houses. ISBN 978-1586422387
- Brandt, Charles & Pistone, Joseph D. (2008). Donnie Brasco: Unfinished Business. ISBN 9780762432288
- Brandt, Charles (2012). We're Going to Win This Thing: The Shocking Frame-up of a Mafia Crime Buster. ISBN 978-0425246092